# Andersonia barbata
Andersonia barbata är en ljungväxtart som beskrevs av L. Watson. Andersonia barbata ingår i släktet Andersonia och familjen ljungväxter. Inga underarter finns listade i Catalogue of Life.